# Cintray (Eure)
Cintray è un ex comune francese di 427 abitanti situato nel dipartimento dell'Eure nella regione della Normandia. Con effetto 1º gennaio 2016 è stato incorporato con i comuni di Breteuil e La Guéroulde, formando il comune di nuova costituzione di Breteuil-sur-Iton e diventandone comune delegato. 

## Società

### Evoluzione demografica
Abitanti censiti